# 마크 앤드리슨
마크 로웰 앤드리슨(영어: Marc Lowell Andreessen, 1971년 7월 19일 ~ ) 또는 마크 앤드리센은 미국의 소프트웨어 개발자이다. 모자이크 웹 브라우저 및 넷스케이프 내비게이터를 개발했다. 앤드리슨 호로위츠 벤처 캐피털 회사를 설립하고, 페이스북, 트위터, 인스타그램, 에어비앤비, 그루폰, 스카이프, 징가, 포스퀘어, 오큘러스 VR, 깃허브 등 수많은 벤처 기업에 투자하였다
앤드리슨 호로위츠는 운용자금기준 세계1위벤처캐피탈 회사이다

## 생애

### 어린 시절
앤드리슨은 1971년 미국 위스콘신주에 있는 작은 도시에서 태어났다. 아버지는 종묘회사에서 일하는 평범한 미국인이었으나, 아들에게 초창기 개인용 컴퓨터인 코모도64를 사주었다. 어릴 때부터 프로그램에 소질이 있었던 앤드리슨은 새 컴퓨터를 받은 후 더욱 프로그래밍에 매진하였다. 1993년 미국 일리노이 대학교 어배너-섐페인에서 컴퓨터과학을 전공하여 학사 학위를 받았다. 학부 시절에 텍사스 오스틴에 있는 IBM 회사에서 여름 학기 인턴을 했다.

### 모자이크 웹 브라우저 개발
앤드리슨은 일리노이 대학교 부설 NCSA 연구소에서 일하면서, 팀 버너스리가 만든 월드 와이드 웹을 접하게 되었다. 연구소 직원으로 일하던 에릭 비나(Eric Bina)와 함께 사용자 친화적이고 그래픽이 포함된 웹 브라우저를 만들기 위해 노력했고, 마침내 1992년 말 모자이크 웹 브라우저를 개발했다.
모자이크는 큰 성공을 거두었다. 기존의 웹 브라우저가 텍스트 기반의 조악한 품질이었던 데 반해, 모자이크는 하이퍼링크를 이용하여 마우스 클릭만으로도 다른 페이지로 이동할 수 있었고, 아이콘이나 배경 이미지 등 그래픽을 사용할 수 있게 되어, 세계 최초의 GUI 기반 웹 브라우저가 되었다. 1993년 1월 23일 NCSA가 모자이크 웹 브라우저를 무료로 이용할 수 있도록 배포하면서, 모자이크 웹 브라우저는 첫 해에만 200만 회라는 폭발적인 다운로드 수를 기록하였다.

### 넷스케이프 회사 설립
이듬해인 1994년 마크 앤드리슨은 일리노이 대학교에서 컴퓨터과학 석사 학위를 받은 후, 일리노이를 떠나서 캘리포니아 주의 실리콘밸리로 갔다. 앤드리슨은 실리콘 그래픽스라는 회사를 설립하여 큰 돈을 벌어들인 벤처 사업가였던 제임스 클라크(James H. Clark)를 만났다. 클라크는 인터넷 웹 브라우저 시장의 가능성을 높게 평가하고, 공동으로 회사를 설립할 것을 제안했다. 앤드리슨은 벤처 투자가였던 클라크의 도움을 받아 NCSA 동료였던 에릭 비나와 다른 프로그래머들을 채용하여 모자이크 커뮤니케이션사를 설립했다. 회사 설립 자금을 댄 클라크가 사장을 맡았고, 앤드리슨이 부사장을 맡았다.
앤드리슨이 모자이크라는 회사를 설립했다는 소식을 듣자, 일리노이 대학교는 유감을 표명했다. 모자이크 웹 브라우저는 마크 앤드리슨과 에릭 비나가 일리노이 대학교 NCSA 연구소에서 직원으로 근무하던 당시에 개발한 소프트웨어이므로, 법률적으로는 NCSA 연구소의 재산이었다. 이에 앤드리슨은 회사명을 넷스케이프 커뮤니케이션즈로 고치고, 웹 브라우저의 이름을 내비게이터로 정했으며, 자신들이 개발했던 기존의 모자이크 소스 코드를 단 한 줄도 재사용하지 않고, 처음부터 다시 개발해야 했다. 그 결과 1994년 12월 15일 넷스케이프 내비게이터(Netscape Navigator)라는 새로운 이름의 웹 브라우저가 출시되었다. 출시와 동시에 넷스케이프 내비게이터는 폭발적 반응을 보이며, 웹 브라우저 시장에서 약 90%의 시장점유율을 차지하는 대성공을 거두었다.